# Templo y exconvento de la Cruz
El templo y convento de la Santa Cruz es un santuario religioso de época novohispana del siglo XVII que comprendía la iglesia de la Santísima Cruz de los Milagros, un ex-convento y anteriormente un colegio, situado en Santiago de Querétaro, Querétaro, México.
El Museo de Arte Contemporáneo de Querétaro (MACQ) se encuentra en el antiguo convento.

## Historia

### Siglos XVI-XVII
La tradición aparicionista de la Santa Cruz data del 25 de julio de 1531, cuando los chichimecas cesaron su ataque durante su rebelión contra el cacique Fernando de Tapia ante la visión epifánica de la Cruz. El templo fue levantado en el siglo XVII el lugar de la aparición de la Santa Cruz, cuya fiesta se celebra en mayo.
El templo primigenio data de 1654 por iniciativa del franciscano fray José de los Santos. La capilla de la Asunción y el camarín fueron construidos a expensas de Don Juan Caballero y Osio.
Dentro del complejo se creó en 1683 el Colegio de Santa Cruz de Querétaro por iniciativa de Fray Francisco de Jesús María, franciscano que dedicó su vida a evangelizar a los pueblos nómadas del norte de la Nueva España y quien murió en 1696 a manos de una tribu indígena de Santa Fe de Nuevo México (actual Nuevo México, EE. UU.)El Colegio de Propaganda FIDE fue el centro de la formación de los misioneros que emprendieron la evangelización mediante misiones en las regiones de Querétaro, Santa Fe de Nuevo México, Nueva Filipinas o Tejas Española y Las Californias. Además, su trabajo se extendió a las actuales Guatemala o Nicaragua (entonces Capitanía General de Guatemala). Por el Colegio Cruceño pasaron las figuras claves de su época como el beato san Junípero Serra o Antonio Margil de Jesús. El templo fue costeado por Pedro García de Acevedo y Calderón y se terminó en 1735.

El Colegio promovió la creación de misiones de la relevancia histórica y patrimonial de las misiones de San Antonio (San Antonio, Texas, EE. UU.), Patrimonio de la Humanidad de la Unesco en EE.UU y las misiones de Sierra Gorda (Querétaro, México), Patrimonio de la Humanidad de la Unesco en México. La época de auge de la provincia franciscana de San Pedro de San Pablo tuvo lugar en 1755 cuando contaba con tres grandes conventos (La Cruz de Querétaro, San Francisco en Celaya y San Bernardino de Siena en Valladolid) y 326 religiosos. La secularización del último tercio del siglo XVIII esquivó, sin embargo, al convento Cruceño y sus emergentes misiones en Texas española y Santa Fé de Nuevo México.

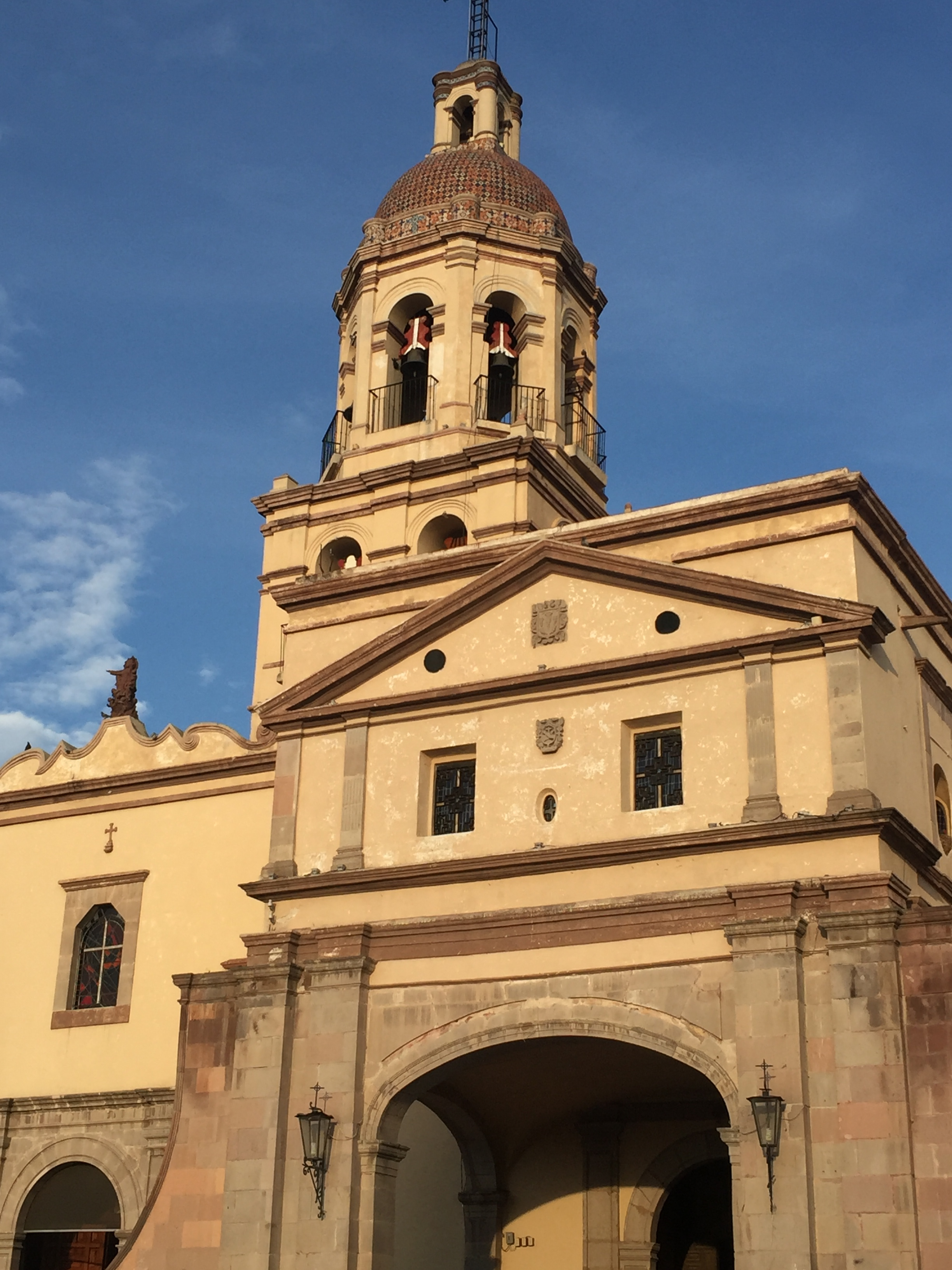
Templo de la Santa Cruz. El templo era una de las paradas del Camino Real de Tierra Adentro
- Crónica de las misiones de Nueva España (1746) por Isidro de Espinosa
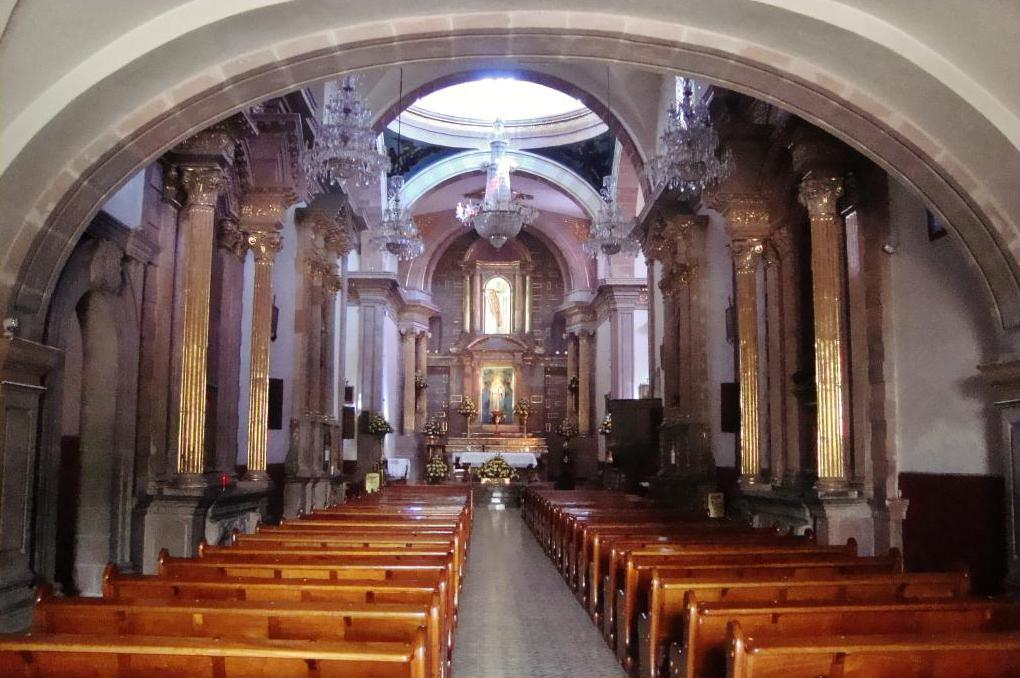
Interior del templo

### SigloXIX-XX
La desamortización mediante la consolidación de Vales reales de principios del siglo XIX supuso la enajenación de bienes propiedad del Colegio. De 1811 data el ensayo filosófico La discusión filosófica de la contestación de fray José Jimeno, del Colegio de Crucíferos de Querétaro, al manifiesto del señor Hidalgo, que es un referente para entender a la sociedad queretarana durante la Independencia de México, así como un brillante ejercicio discursivo y argumentativo de la historia de México.
Tras la Reforma de 1857 el convento se convirtió en bien nacional. Tuvo uso como cuartel y del 13 de marzo al 15 de mayo de 1867, el convento fue ocupado como cuartel general y luego como prisión de Maximiliano de Habsburgo, para dirigir los remanentes del Ejército Imperial Mexicano ante las tropas republicanas que las sitiaron. Posteriormente el convento se empleo como escuela primaria, para ser finalmente abandonado.

### SigloXXI
En 2008 el ex-convento fue reformado para albergar el MACQ. En 2023 el templo fue elevado a santuario diocesano.

## Descripción
En el interior del convento se encuentra un sitio llamado Patio de Aguas, ahí se localizan las pilas que servían para el uso doméstico que llegaban del Acueducto de la ciudad, por medio de tubos de barro cubiertos con vidrio. En este lugar hay un jardín donde hay árboles con espinas en forma de cruz.